# LINPACK benchmark
A LINPACK benchmark egy a számítógépek sebességének mérésére hivatalosan elfogadott eljárás.

## Létrejötte
A LINPACK benchmark az 1970-es évek elején kidolgozott lineáris algebrai feladatok megoldásához szükséges LINPACK Fortran könyvtár részeként született meg. A szubrutin feladat a lineáris egyenletrendszerek megoldásához szükséges idő kiszámítása volt. 
Az első LINPACK benchmark riport 1979-ben került publikálásra. Egy 100 elemű mátrix egyenlet megoldásával mérte 23 különböző számítógép sebességét.

## LINPACK 100
Egy egyenletrendszer megoldásához {\displaystyle O(n3)} lebegőpontos művelet elvégzése szükséges. Pontosabban {\displaystyle {\frac {2}{3}}*n^{3}+n^{2}+O(n)} ennek megfelelően egy {\displaystyle n*n} mátrix által meghatározott egyenletrendszer megoldásához nagyjából {\displaystyle {\frac {2}{3}}} millió lebegőpontos művelet elvégzése szükséges. 
Az erre felhasznált idő a következőképen számítható:
{\displaystyle time_{n}={\frac {time_{100}*n^{3}}{100^{3}}}}
1979-ben a számítógépek teljesítményét figyelembe véve a {\displaystyle O(100^{2})} 64 bites lebegőpontos elemet tartalmazó mátrix megoldása kellően hosszú ideig tartott, hogy összehasonlítható teljesítmény értékek keletkezzenek.

## HPL
Az erősen párhuzamos LINPACK benchmarkot (Highly-Parallel LINPACK (HPL) NxN benchmark)  a disztributív memóriájú osztott számítógépes rendszerek (IBM Scalable POWERparallel SP-2, Intel Paragon, Cray T3E, munkaállomás-hálózatok és számitógép-clusterek megjelenése hívta életre.